# Église Saint-Étienne de Mareil-Marly
L'église Saint-Étienne est située à Mareil-Marly, dans les Yvelines.

## Description
L'édifice est classé aux monuments historiques depuis 1853 et en 1935.

## Galerie d'images

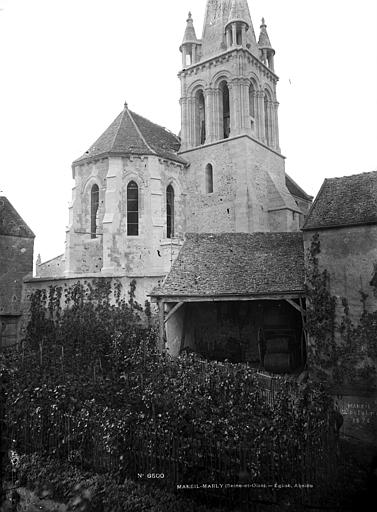
Autre vue
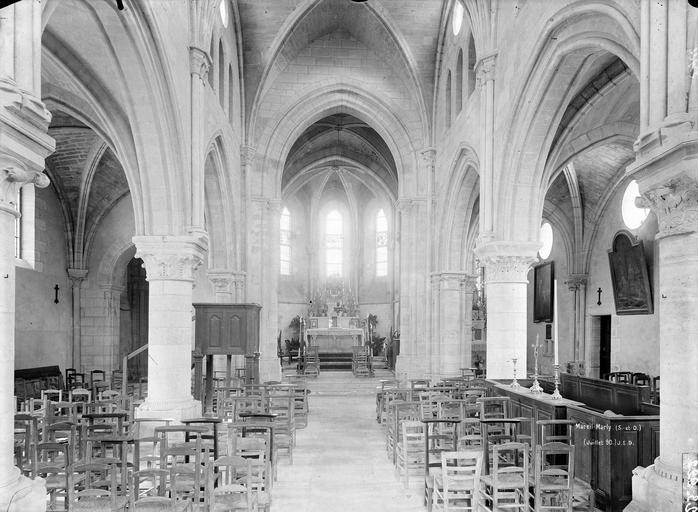
La nef